# Avant-funk
L'avant-funk (chiamato anche mutant disco nei primi anni ottanta) è uno stile musicale che combina i ritmi del funk e della disco a una sensibilità sperimentale o art rock. Il genere ha acquisito importanza soprattutto tra la fine degli anni settanta e la metà degli anni ottanta ed è stato abbracciato dagli artisti post-punk e new wave ispirati alla musica afroamericana.

## Definizione e caratteristiche

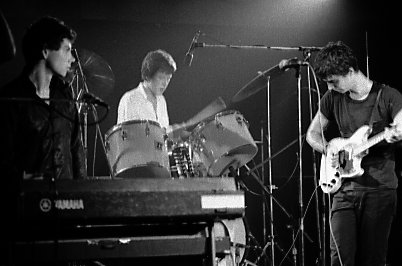
I Talking Heads hanno fuso funk, punk e art rock.

Gli artisti che vengono classificati "avant-funk"/"mutant disco" mescolano elementi funk, punk, disco, free jazz e dub. Simon Reynolds ha definito l'avant-funk una "musica da ballo difficile", una sorta di psichedelia in cui "l'oblio va raggiunto non elevandosi al di sopra del corpo, ma piuttosto attraverso l'immersione nel fisico, la perdita di sé attraverso l'animalismo". Tra gli elementi che distinguono lo stile vi sono l'utilizzo frequente di slapping "nevrotici", voci gutturali "che fingono di sembrare sinistre", i ritmi dell'Eurodisco, sintetizzatori usati per generare texture «non sane e vergini, ma velenose, disgustosamente sporche» e l'uso del cut-up di Burroughs applicata alle voci". Il musicologo Simon Frith asserisce che l'avant-funk sia un'applicazione dell'approccio del rock progressivo al ritmo piuttosto che alla melodia e all'armonia.
Secondo Reynolds l'avant-funk riflette il tema dell'alienazione, la repressione e la tecnocrazia della moderna società occidentale. Ritiene che il movimento «fosse animato dall'idea che le speranze del rock di godere di un futuro che non fosse mero antiquariato dipendessero dall'assimilazione delle ultime innovazioni ritmiche della musica da ballo nera».

## Storia

### Origini e diffusione
Tra i primi esponenti dell'avant-funk vi è la formazione krautrock tedesca Can, i due cantanti funk statunitensi Sly Stone e George Clinton e il trombettista jazz Miles Davis. L'album Sextant, pubblicato da Herbie Hancock nel 1973, è considerato un «capolavoro avant-funk senza compromessi» dalla rivista Paste. Negli anni settanta e ottanta il sassofonista jazz Ornette Coleman è stato il leader della band funk sperimentale Prime Time. Il chitarrista James Blood Ulmer, che ha spesso collaborato con Coleman negli anni settanta, è considerato un "maestro" dello stile dal giornale The New Yorker.
Tuttavia, Reynolds sostiene che i pionieri dell'avant-funk siano emersi a partire dalla fine degli anni settanta e comprendano tutti gli artisti post-punk ispirati alla musica nera come il funk e la disco (ad esempio A Certain Ratio, Pop Group, Gang of Four, Bush Tetras, Defunkt, Public Image Ltd, Liquid Liquid, James Chance, Arthur Russell, Cabaret Voltaire, Talking Heads, DAF e 23 Skidoo). Nello stesso periodo, a New York, sono saliti alla ribalta diversi musicisti ispirati all'avant-funk tra cui gli artisti no wave, che si sono ispirati a Coleman e comprendono il sopracitato James Chance, e le ESG del Bronx. Nel 1981 l'etichetta di New York ZE Records ha pubblicato l'influente compilation Mutant Disco: A Subtle Dislocation of the Norm, che ha contribuito a diffondere il termine "disco mutante", a volte usato come sinonimo di "avant-funk". Secondo Paste l'album del 1981 My Life in the Bush of Ghosts di Brian Eno e David Byrne sarebbe un capolavoro di tale genere musicale. Più recentemente lo stile è stato rappresentato dagli Skinny Puppy, i Chakk e i 400 Blows. 

### Decadenza
Si pensa che la disco mutante sia decaduta durante la metà degli anni ottanta, quando i gruppi bianchi alternative dance si sono allontanati dalle sonorità ballabili che li caratterizzavano all'inizio della loro carriera. Molti dei primi artisti avant-funk, tra cui Richard H. Kirk dei Cabaret Voltaire e Graham Massey dei Biting Tongues (e poi degli 808 State) si sono votati alla musica house, genere di cui sono precursori nel Regno Unito. Reynolds ha dichiarato che le scene rave e jungle degli anni novanta sarebbero una "riattivazione" dell'avant-funk, una forma di «avanguardia populista, una bohémien sottodimensionata che ha mescolato insieme e in modo bizzarro i suoni acidi, artistici e ostili del funk mutante con la tendenza plebea di ingerire voracemente delle pillole.» Il funk sperimentale avrebbe poi influenzato dei producer drum and bass degli anni novanta come i 4hero e A Guy Called Gerald.